# 根岸忠雄
根岸忠雄（ねぎし ただお、1916年2月28日 - ）は、日本の実業家。東邦チタニウム社長、日鉱エンジニアリング社長。

## 人物
埼玉県出身。旧制埼玉県立熊谷中学校、旧制浦和高校を経て、1940年、東京帝国大学工学部卒業。
大学卒業後、日本鉱業に入社。金属事業本部金属加工部長、倉見工場長を経て、1968年、理事金属加工事業本部管理室長、1969年に取締役、1973年、常務、1976年、専務、1979年、日鉱エンジニアリング社長となる。日鉱エンジニアリング退社後、東邦チタニウム社長となる。
チタニウム協会副理事長、日本伸銅協会理事も歴任した。